# NINO-Verwaltungsgebäude
NINO-Verwaltungsgebäude ist die Bezeichnung zweier an verschiedenen Standorten in Nordhorn errichteter Gebäude der 1897  als Niehues & Dütting (N&D) gegründeten NINO AG. Sie entwickelte sich zwischen 1950 und 1970 zu einem in Europa führenden Textilunternehmen.
Das ursprüngliche Verwaltungsgebäude wurde 1921 nach den Plänen des Stuttgarter Industriearchitekten Philipp Jakob Manz errichtet. 1963 entstand ein neues Verwaltungsgebäude – Verwaltungsgebäude II genannt – nach den Plänen des Architekten und Diplom-Ingenieurs Werner Zobel.
Beide Gebäude – das ursprüngliche zusammen mit dem angebauten Ballenlager sowie dem Kriegerdenkmal – stehen unter Denkmalschutz. Das Verwaltungsgebäude II ist das jüngste Kulturdenkmal in Nordhorn, weil es als erstes konsequent geplantes Großraumbüro Deutschlands gilt.

## Das ehemalige Verwaltungsgebäude

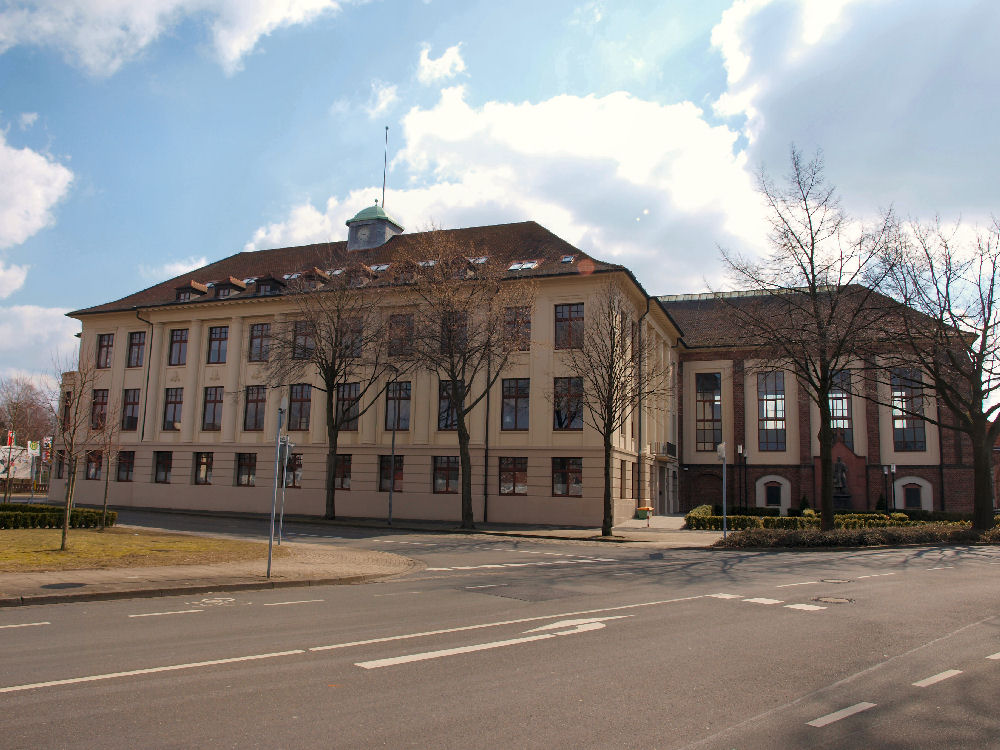
Das ursprüngliche Verwaltungsgebäude

Das erste Verwaltungsgebäude mit angrenzendem Ballenlager wurde 1921 an der Ecke Prollstraße/Bernhard-Niehues-Straße nach den Plänen des Stuttgarter Industriearchitekten Philipp Jakob Manz errichtet. Es zählt zu den bedeutendsten Industriedenkmalen der Stadt. Zusammen mit dem gegenüber liegenden, ebenfalls von Manz entworfenen und heute von der Volkshochschule und dem Evangelischen Gymnasium benutzten ehemaligen Rohgewebelager bildet es gleichsam das Eingangstor zu dem ehemaligen Textilgelände, das seit 2007 zum NINO-Wirtschaftspark ausgebaut wird. Tatsächlich befand sich zwischen diesen beiden Gebäuden auch das ehemalige Werkstor 1. Entlang der dort begonnenen früheren Fabrikstraße verläuft die wichtigste Sichtachse des Areals, die den Blick auf den massigen Spinnereihochbau lenkt, das so ein stadtbildprägendes Gebäudeensemble bildet.
Ende 2004 verkaufte die NINO-Sanierungsgesellschaft das ehemalige Verwaltungsgebäude samt Ballenlager und zusammen mit 5400 Quadratmetern Grundstücksfläche an einen niederländischen Investor, mit der Auflage, das Gebäude bis 2007 komplett zu sanieren. Dabei sollte die denkmalgeschützte Fassade ebenso erhalten bleiben wie wesentliche Teile der Innengestaltung. Weiterhin sollten um das Gebäude knapp 80 Parkplätze entstehen.
Seit Fertigstellung, der sich durch Vertragsstreits und juristische Verfahren verzögerte, wird das Verwaltungsgebäude als repräsentatives Bürozentrum genutzt, wobei allein das Erdgeschoss über rund 700 Quadratmeter Nutzfläche verfügt.

### Ballenlager

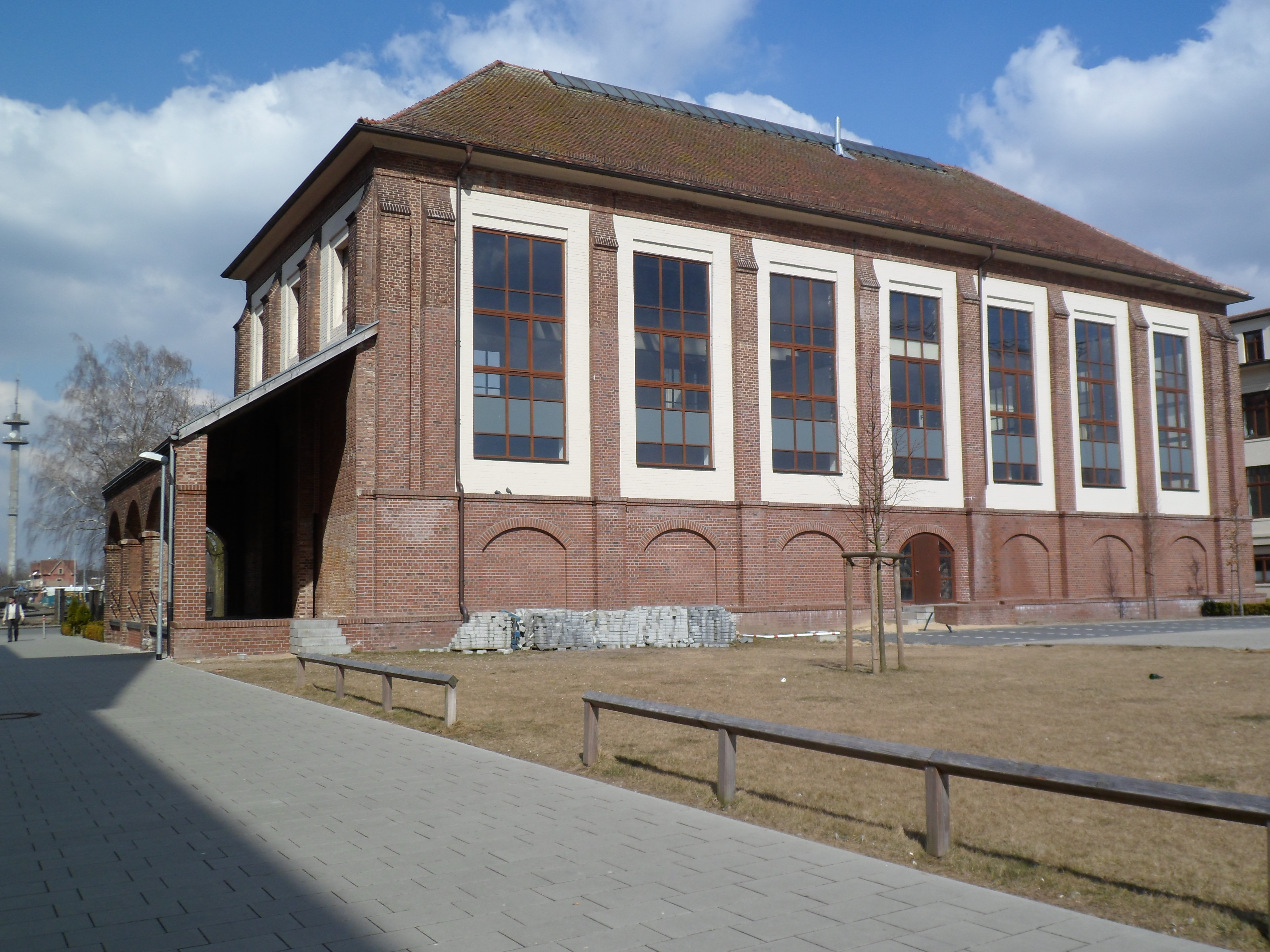
Ballenlager, mit dem früheren Werktor 1

Das an das Verwaltungsgebäude angebaute ehemalige Ballenlager wurde gleichzeitig mit dem Verwaltungsgebäude und ebenfalls nach den Plänen von Philipp Jakob Manz errichtet.
Die Außenfassade ist ihm Gegensatz zum Hauptgebäude verklinkert und bietet durch ihre Klinkerlisenen (Mauerblenden) eine optische Gliederung, in die die großflächigen Fensterflächen eingebettet sind, die im Gebäudeinneren für ausreichend Lichteinfall sorgen.

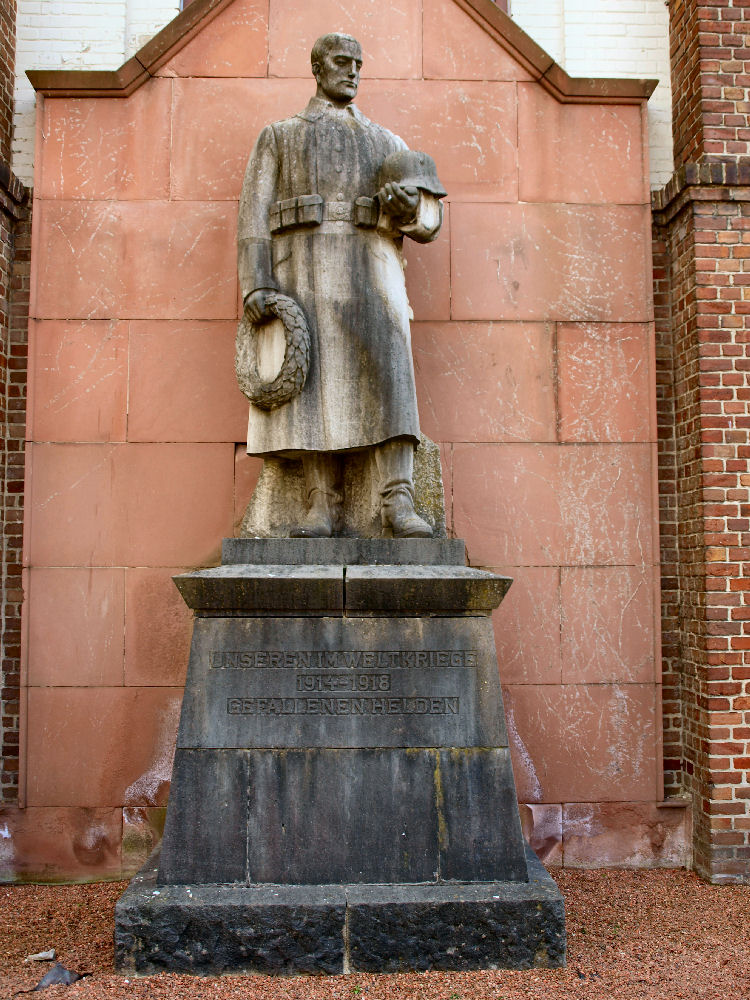
Kriegerdenkmal

### Kriegerdenkmal
An der dem Verwaltungsgebäude zugewandten Außenseite des Ballenlagers befindet sich ein Ehrenmal für die im Ersten Weltkrieg gefallenen Werksangehörigen der NINO AG, das der Inhaber des Textilunternehmens, Bernhard Niehues, 1928 errichten ließ.
Das Denkmal trägt die Inschrift:

„UNSEREN IM WELTKRIEGE

1914 – 1918

GEFALLENEN HELDEN“

und listet 68 Gefallene namentlich auf, denen der auf einem Sockel stehende steinerne Soldat mit abgenommenem Stahlhelm in der linken und Ehrenkranz in der rechten Hand seine Reverenz erweist.
Fast zeitgleich entstanden in und um Nordhorn weitere Ehrenmale für die Gefallenen des Ersten Weltkriegs, wie die früher als Langemarck-Denkmal bekannte und heute als Schwarzer Garten bekannte Gedenkstätte im Bereich des Völlinkhoff und der Van-Delden-Straße im Nordhorner Zentrum, in Altendorf am Heseper Weg, in Hesepe an der Dorfstraße oder die Gedenkstätte in Bookholt an der Veldhauser Straße.

## Verwaltungsgebäude II

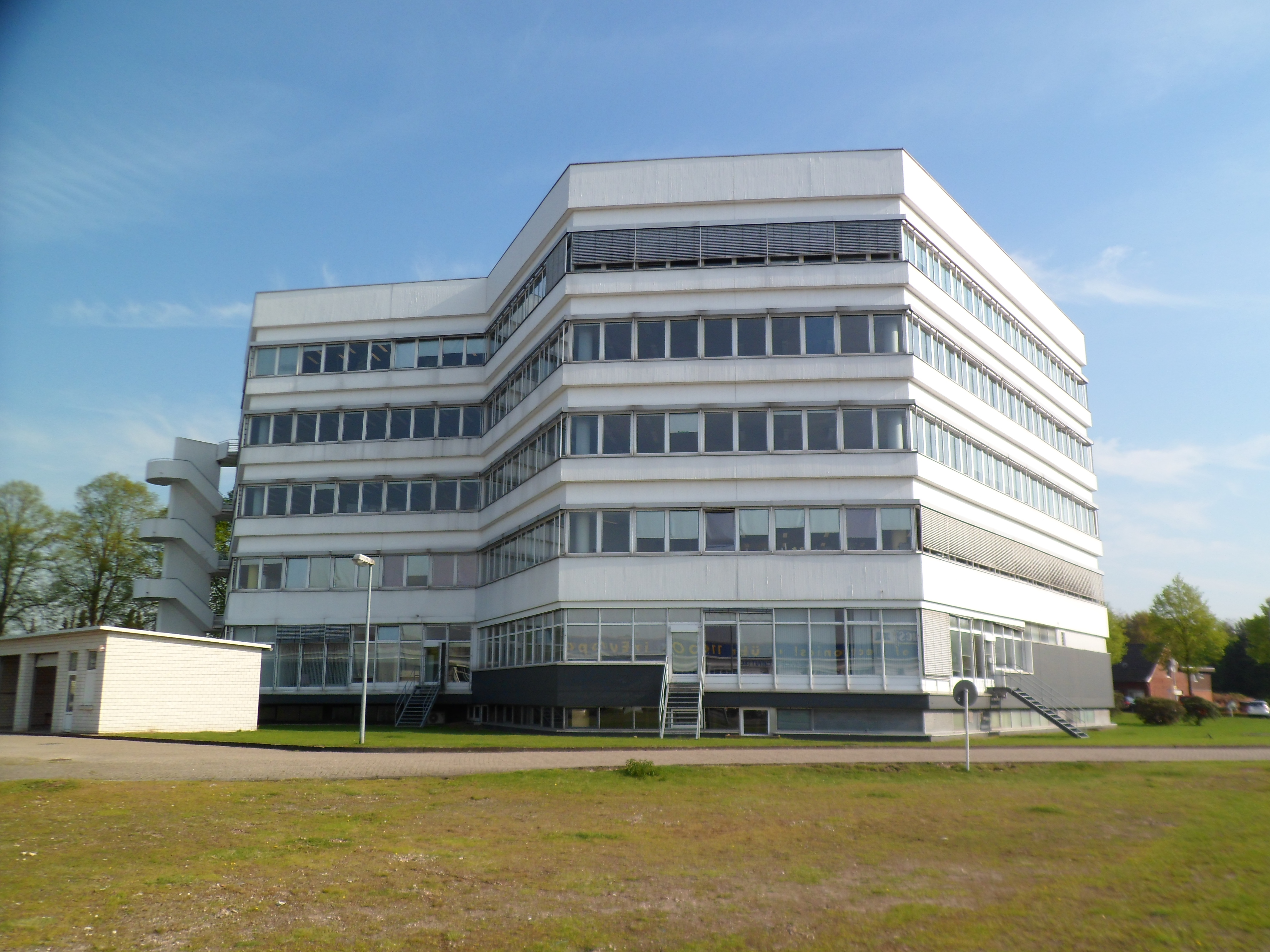
Das neue Verwaltungsgebäude

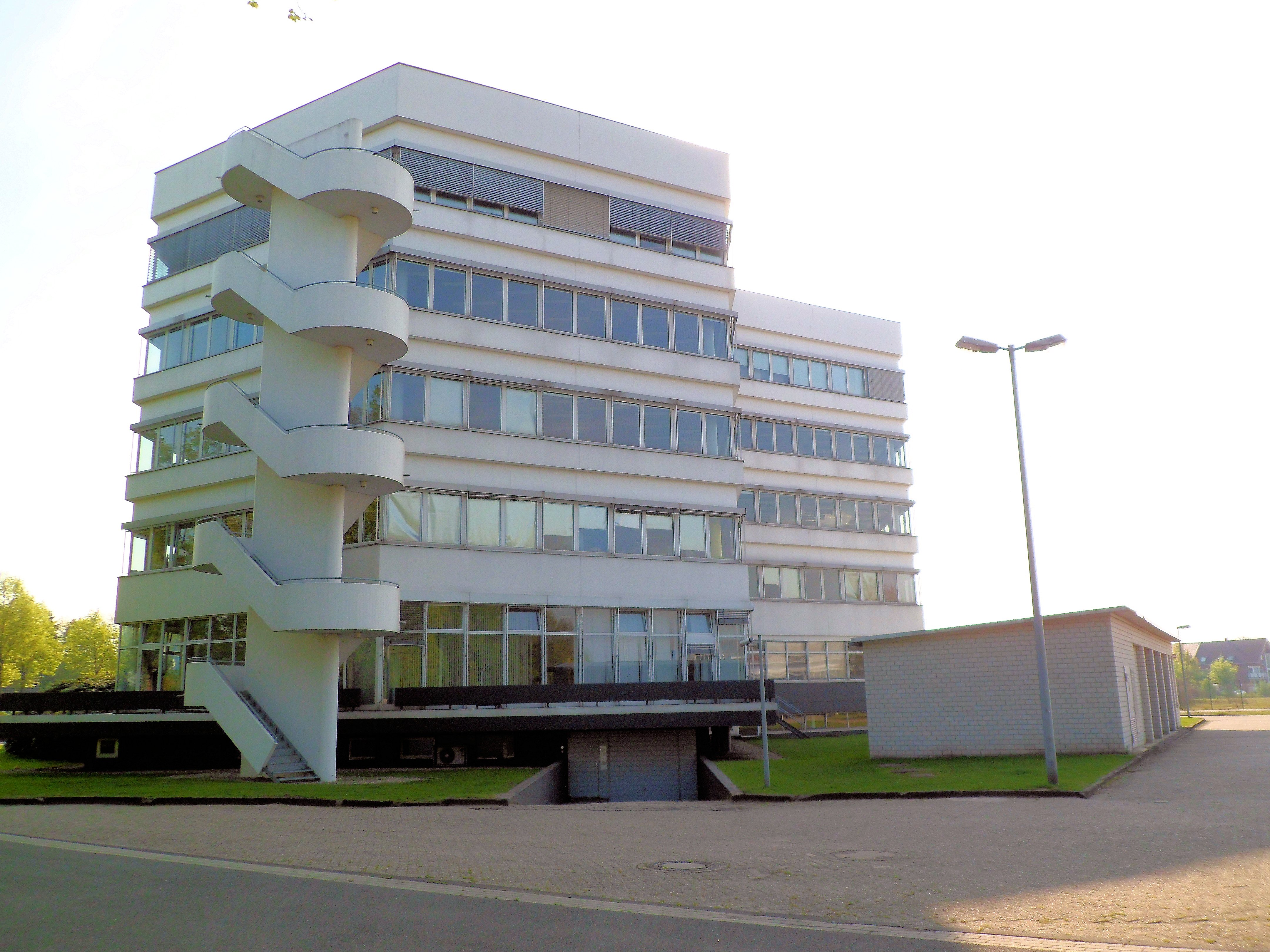
Rückansicht mit Notausgangstreppe des neuen Verwaltungsgebäudes

Zwischen 1961 und 1963 entstand an der Bentheimer Straße nach den Plänen des Architekten und Diplom-Ingenieurs Werner Zobel (1916–2004) ein neues Verwaltungsgebäude, um sämtliche kaufmännischen Abteilungen und das Rechenzentrum des Unternehmens aufzunehmen.
Das Gelände ist durch den Nordhorn-Almelo-Kanal von dem ursprünglichen Werksgelände getrennt, wurde aber für die erheblichen Fabrikerweiterungen des Unternehmens benötigt und wies bereits eine weitläufige Werkshalle auf (in der heute ein großer Supermarkt und ein Elektronikfachmarkt untergebracht sind).
Die Bauarchitektur des Gebäudes sorgte in den 1960er Jahren für überregionales Aufsehen. Das damalige „Bürohaus der Zukunft“, intern pragmatisch Verwaltung II genannt, gilt als Ausdruck der Zweiten Nachkriegsmoderne und wird durch seine erstmalige konsequente Verwirklichung eines Großraumbüros in Westeuropa als Vorreiter der modernen Büroarchitektur betrachtet.
Das Gebäude gilt auch als Hauptwerk Zobels, der 1956 nach Nordhorn gekommen war und zwischen 1957 und 1979 neben verschiedenen Verwaltungsgebäuden eine Reihe markanter Bauten für die Stadt entwarf, wie den Konzert- und Theatersaal, die Eissporthalle und das Schulgebäude der Gewerblichen Berufsbildenden Schulen in unmittelbarer Nachbarschaft zum Nordhorner Bahnhof.
Bereits 1959 erhielt Zobel den Auftrag, in enger Zusammenarbeit mit dem damaligen NINO-Firmenchef Bernhard Niehues Jr. die Planung für ein neues Verwaltungsgebäude vorzunehmen. Niehues und Zobel besuchten dazu die nach den Plänen des visionären Architekten Oscar Niemeyer gerade entstehende neue brasilianische Hauptstadt Brasília, um sich von der zu jener Zeit avanciertesten Bauarchitektur anregen und inspirieren zu lassen.
Zobel entschied sich für flexible und offen gestaltete Großraumzellen und entschied sich statt des bis dahin üblichen rechteckigen für einen wabenförmigen Grundriss. Mit dieser bis dahin selten gebauten Wabenform ließen sich Räumlichkeiten optimaler und freier anordnen sowie bei Bedarf beliebig erweitern. Nach umfangreichen Wirtschaftlichkeitsberechnungen und intensiven Funktionsstudien legte sich der Architekt schließlich auf einen fünfgeschossigen Solitärbau aus Stahlbeton mit 8000 Quadratmeter Gesamtfläche und 38.776 Kubikmeter umbauten Raum fest. Insgesamt entstanden damit 1304 Quadratmeter Netto-Bürofläche pro Geschoss und 10,8 Quadratmeter Grundfläche pro Arbeitsplatz.
Die Außenhaut des Gebäudekomplexes besteht aus Fertigteilen in Sichtbeton, deren weiß gehaltene Außenseite einer speziellen Oberflächenbehandlung unterzogen wurde. Waagerecht verlaufende Brüstungselemente und Fensterbänder definieren ein Geschoss; den Abschluss des Hauses bildet eine Flachdachkonstruktion. Zusätzlich zum innen liegenden Treppenhaus verfügt das Gebäude an der westlichen Gebäudeecke über eine freistehende Außentreppe aus Stahlbeton.
Das Gebäudeinnere bestimmten speziell entwickelte Leuchtkörper, flexible, schallschluckende Trennwände und sensible Raumfarben bis hin zu einer farblich passenden Möblierung.
Das Nino-Verwaltungsgebäude II wurde 2001 gemäß § 3 Abs. 2 des Niedersächsischen Denkmalschutzgesetzes (NDSchG) aus orts- und baugeschichtlichen sowie aus künstlerischen Gründen als Einzeldenkmal ausgewiesen. Die Denkmalausweisung umfasst das äußere Erscheinungsbild, die Innenkonstruktion und die Ausstattung des Verwaltungsbaus. Der Seltenheitswert und die Erkennbarkeit der innovativen Architektursprache der 1960er Jahre begründen auch die wissenschaftliche Bedeutung des als Bürogebäude genutzten Bauwerks.
Der wabenförmige Grundriss wurde zum Vorbild für eine an der sachlichen Moderne der 1960er Jahre orientierte Büroarchitektur. Das von einer zeitlos anmutenden Ästhetik aus Stahl, Beton und viel Glas bestimmte Gebäude besichtigten auf der Suche nach einer progressiven Büroarchitektur allein bis 1965 mehr als 100 Delegationen von Firmen aus aller Welt. So reiste der gesamte Vorstand der „Ford Motor Company“ aus USA an, um in Nordhorn die Möglichkeiten des neuartigen Großraumbüros kennenzulernen.
Dieses ehemalige Nino-Verwaltungsgebäude befindet sich heute im Besitz der Horstmann-Gruppe.